# Pulau Fogi
Pulau Fogi är en ö i Indonesien.   Den ligger i provinsen Moluckerna, i den östra delen av landet, 2 100 km öster om huvudstaden Jakarta.